# Giáp Trung
Giáp Trung là một xã thuộc tỉnh Tuyên Quang, Việt Nam.

## Địa lý
Xã Giáp Trung có vị trí địa lý:
- Phía đông giáp tỉnh Cao Bằng và thị trấn Yên Phú
- Phía tây giáp xã Minh Sơn
- Phía nam giáp thị trấn Yên Phú và xã Lạc Nông
- Phía bắc giáp tỉnh Cao Bằng.

Xã Giáp Trung có diện tích 73,21 km², dân số tính đến tháng 5/2023 là 6095 người, mật độ dân số đạt 77 người/km².

## Hành chính
Xã Giáp Trung được chia thành 12 thôn: Khâu Nhòa, Nà Bó, Nà Viền, Nà Đén, Nà Pồng, Phia Bioóc, Lùng Ngòa, Lùng Cao, Khuổi Phủng, Thôm Khiêu, Phiền Sủi, Bó Lóa.

## Lịch sử
Trước đây, Giáp Trung là một xã thuộc huyện Vị Xuyên.
Ngày 18 tháng 11 năm 1983, Hội đồng Bộ trưởng ban hành Quyết định số 136-HĐBT về việc thành lập huyện Bắc Mê trên cơ sở tách xã Giáp Chung của huyện Vị Xuyên.